# Veliki Dubovik (Krupa na Uni)
Veliki Dubovik (szerbül: Велики Дубовик) falu Bosznia-Hercegovinában, a Szerb Köztársaságban, Krupa na Uni községben. Veliki Dubovnik falunak a Szerb Köztársaság területéhez került része.

## Fekvése
Bosznia-Hercegovina nyugati részén, Banja Lukától légvonalban 69, közúton 120 km-re nyugatra, Prijedortól légvonalban 39, közúton 71 km-re délnyugatra levő, patakvölgyek által szabdalt, dombos területen fekszik. 

## Népessége
| Nemzetiségi csoport | Népesség 1991 | Népesség 2013 |
| ------------------- | ------------- | ------------- |
| Szerb               | 98            | 28            |
| Bosnyák             | 291           | 0             |
| Horvát              | 1             | 0             |
| Jugoszláv           | 1             | 0             |
| Egyéb               | 1             | 0             |
| Összesen            | 392           | 28            |

## Története
Veliki Dubovik, Dubovik Turski néven 1878-ig tartozott az Oszmán Birodalomhoz, majd az Osztrák-Magyar Monarchia része lett. Az osztrák-magyar uralom érkezésével szerbek kezdték betelepíteni a Krupa környéki falvakat. Többnyire Likáról érkeztek Podgrmeč területére, és jobbágyként művelték a krupai bégek földjét.
1879-ben az első osztrák-magyar népszámlálás során a faluban 28 házat és 192 muszlim lakost számláltak. 1910-ben Glavica, Glibaja, Harbaševica Brdo, Pričelje és Vojskova településrészekkel 103 háza, 280 muszlim és 327 ortodox szerb lakosa volt. A monarchia szétesésével 1918-ben előbb a Szerb-Horvát-Szlovén Királyság, majd 1929-től a Jugoszláv Királyság része. 1921-ben a faluban 92 házat és 512 lakost számláltak.
A második világháború idején 1941. augusztus 2-án a felkelők legalább 20 helyi lakost, köztük civileket öltek meg. Évekig elhallgatták a bűncselekményt, a kommunista ideológia pedig a bűncselekményt „az usztasa felett aratott nagy győzelemként” mutatta be, de a meggyilkolt usztasák nevét sehol sem említették. Ugyanis Veliki Dubovikban több Kulenović nevű ember is élt, és az egyikük usztasa volt. Vele egy csoport usztasa járőrözött Dubovik körül, akik őrködtek a falu körül, és ellenőrizték a falut. Miután meghallotta, hogy támadás készül Dubovik ellen, mindenki Bosanska Krupába menekült, védtelenül hagyva a civileket. 1941. augusztus 2-án a hajnali órákban a felkelők több oldalról megtámadták a falut, és megölték a falu lakóit. Az emberek, nem tudva, mit tegyenek, házakba kezdtek bujkálni, egy nagyobb csoport pedig Bobić kereskedő házában bújt meg. Néhányuknak sikerült kiszökniük az erdőbe. Az első támadás után a felkelők házkutatásba kezdtek. A házkutatás során többen is meghaltak. A bűncselekményt elkövető felkelők között volt Branko Ćopić híres költő is. Néhány hónappal később, amikor a felkelők megszállták Bosanska Krupát az ide menekült duboviki túlélőket is megölték. Azért ölték meg őket, hogy ne legyenek szemtanúi a bűncselekménynek. Körülbelül harminc meggyilkolt holttest maradt a faluban. 1945-től a település a szocialista Jugoszlávia része volt. 
A boszniai háború idején a falu szerb félkatonai alakulatok ellenőrzése alatt állt. A háború után bosznia-hercegovinai ügyészség vádat emelt három boszniai szerb katona ellen 1992-ben Bosanska Krupa térségéből származó, nem szerbek tulajdonában lévő gyilkosságban, fogva tartásban, kínzásban, nemi erőszakban és kifosztásban való részvétel miatt. A vádirat azt állítja, hogy 1992 májusában tevőlegesen közreműködtek abban, hogy Arapuša, Velika Jasenica, Veliki Dubovik, Zalin, Potkalinje, Krupa város és Zaluge összes nem szerb civilje erőszakkal hagyta el otthonát.
A daytoni békeszerződés utáni területmegosztási megállapodás értelmében a háború előtti  Veliki Dubovik település kisebb, 0,97 km2 területű része a Boszniai Szerb Köztársasághoz és Krupa na Uni községhez került, míg a település nagyobb 9,05 km2 területű része a Bosznia-hercegovinai Föderáció Una-Szanai kantonjában levő Bosanska Krupa község területénél maradt. Ma a település lakossága kizárólag szerbekből áll.

## Nevezetességei
A Szentlélek eljövetele tiszteletére szentelt ortodox templom a szomszédos Srednji Dubovikon áll.